# Nicola Brandi
Nicola Brandi (Carovigno, 1918 – La Colle, 23 giugno 1940) è stato un militare italiano, decorato con la medaglia d'oro al valor militare alla memoria nel corso della seconda guerra mondiale.

## Biografia
Nacque a Carovigno, provincia di Brindisi, nel 1918, figlio di Luigi e Palma Zurlo. Il 5 aprile 1939 fu chiamato a prestare servizio militare nel Regio Esercito, assegnato al 90º Reggimento fanteria, venendo promosso fante scelto il 10 maggio, caporale il 25 luglio e caporale maggiore il 1 novembre dello stesso anno. All'atto dell'entrata in guerra del Regno d'Italia, avvenuta il 10 giugno 1940, partecipò con il suo reggimento alle operazioni sul fronte occidentale. Capo squadra cadde in combattimento a La Colle il 23 giugno 1940 colpito a morte mentre andava all'attacco di un nido di mitragliatrice. Per onorarne il coraggio in questo frangente fu insignito della medaglia d'oro al valor militare alla memoria. Una via e un istituto comprensivo della sua città natale portano il suo nome.

### Fonti
1. 1 2 3 4  Combattenti Liberazione.
2. 1 2  Gruppo Medaglie d'Oro al Valor Militare 1965, p. 400.
3. ↑  Medaglie d'oro al valor militare sul sito della Presidenza della Repubblica
4. ↑  Registrato alla Corte dei conti il 14 dicembre 1940, registro 46 guerra, foglio 51.